# Bocheń
Bocheń (prononciation [ˈbɔxɛɲ]) est un village de la gmina de Łowicz, du powiat de Łowicz, dans la voïvodie de Łódź, situé dans le centre de la Pologne.
Il se situe à environ 9 kilomètres à l'ouest de Łowicz (siège de la gmina et du powiat) et 43 kilomètres au nord-est de Łódź (capitale de la voïvodie).
Sa population s'élevait à 299 habitants en 2011.

## Administration
De 1975 à 1998, le village était attaché administrativement à l'ancienne voïvodie de Skierniewice.

Depuis 1999, il fait partie de la nouvelle voïvodie de Łódź.

## Personnalités
Le philosophe et humaniste Adamus Polonus naquit dans ce village dans la seconde moitié du XVe siècle.